# Neoregostoma giesberti
Neoregostoma giesberti är en skalbaggsart som beskrevs av Clarke 2007. Neoregostoma giesberti ingår i släktet Neoregostoma och familjen långhorningar. Inga underarter finns listade i Catalogue of Life.